# Mu3e
Mu3e ist ein geplantes Experiment der Teilchenphysik am Paul Scherrer Institut, das nach dem Zerfall eines Anti-Myons (Mu) in ein Elektron und zwei Positronen (3e) sucht:
{\displaystyle \mu ^{+}\to e^{+}\gamma ^{*}\!\!/\!Z^{*}\to e^{+}e^{+}e^{-}}
Dieser Zerfall ist im Standardmodell der Teilchenphysik extrem unwahrscheinlich, da die Leptonenfamilienzahl geändert wird (Umwandlung eines Leptons in eines einer anderen Familie). Dies ist nur in einem Schleifen-Prozess höherer Ordnung und unter Neutrinooszillation innerhalb der Schleife möglich. In mehreren Theorien für Physik jenseits des Standardmodells, insbesondere mit Supersymmetrie, ist dieser Zerfall deutlich häufiger. Die Suche nach dem Zerfall ermöglicht einen Test einiger dieser Theorien, auch dann, wenn sie nicht direkten Beobachtungen (beispielsweise am LHC) zugänglich sind.
Mu3e soll am Paul Scherrer Institut stattfinden, um den dort geplanten intensivsten Myonenstrahl der Welt zu nutzen. Geplant ist, bis zu zwei Milliarden Zerfälle pro Sekunde analysieren zu können. Nur diese hohe Rate ermöglicht es, mehr als 1016 Zerfälle zu beobachten.
Als Untergrund sind die Zerfälle
{\displaystyle \mu ^{+}\to e^{+}e^{-}e^{+}{\bar {\nu _{\mu }}}\nu _{e}} und
{\displaystyle \mu ^{+}\to e^{+}{\bar {\nu _{\mu }}}\nu _{e}}
wichtig. Um diese Zerfälle vom gesuchten Signal zu unterscheiden, benötigt der Detektor eine Ortsauflösung besser als 200 µm, eine Zeitauflösung besser als 100 ps und eine Energieauflösung besser als 0,5 MeV. Außerdem muss der Detektor im Inneren sehr leicht sein, um Effekte durch Streuung gering zu halten. Diese Anforderungen werden durch eine Kombination aus Halbleiterdetektoren für die Positionsmessung sowie Szintillationsdetektoren für die Zeitauflösung erreicht. Das gesamte Experiment befindet sich in einem Magnetfeld von 1 Tesla, um aus der Krümmung der Elektronen- bzw. Positronenbahnen Energie bestimmen zu können.
Geplant ist (Stand Februar 2019), erste Myonzerfälle ab 2021 zu untersuchen, die volle Rate von bis zu zwei Milliarden Zerfälle pro Sekunde soll ab 2026 erreicht werden. Das Experiment soll den Zerfall entweder finden oder eine Obergrenze von 10−16 für die Zerfallswahrscheinlichkeit bestimmen können, was um einen Faktor 10.000 besser wäre als die bisherige Obergrenze von 10−12.